# Serie A de Ecuador 2020
El Campeonato Ecuatoriano de Fútbol 2020, llamado oficialmente «LigaPro Serie A 2020», fue la sexagésima segunda (62.ª) edición de la Serie A del fútbol profesional ecuatoriano y la segunda (2.ª) bajo la denominación de LigaPro. El torneo fue organizado por la Liga Profesional de Fútbol del Ecuador y consistió en un sistema de 3 etapas. La primera y segunda etapa se desarrolló con un sistema de todos contra todos, mientras que la tercera etapa consistió en una final ida y vuelta con los ganadores de cada etapa. Se otorgaron cuatro cupos para la Copa Libertadores 2021 campeón, subcampeón, primer y segundo mejor puntaje de la tabla acumulada; y cuatro para la Copa Sudamericana 2021 que fueron del tercero al sexto mejor puntaje de la tabla acumulada.
Barcelona logró coronarse por décima sexta vez en su historia tras empatar la ida en Guayaquil por 1 - 1 y en el partido de vuelta en Quito otro empate con el marcador de 0 - 0, en los tiros desde el punto penal superó a Liga por 1 - 3.

## Sistema de juego
El sistema de juego del Campeonato Nacional 2020 fue confirmado el 22 de octubre de 2019 durante el Consejo de Presidentes LigaPro, estuvo compuesto de 3 etapas, similares al sistema de campeonato de las temporadas 2010 a la 2018, con respecto a la temporada pasada se jugó con una nueva modalidad.
El Campeonato Nacional de Fútbol Serie A 2020, según lo establecido, fue jugado por 16 equipos que se disputaron el título en tres etapas. En total se jugaron 30 fechas que iniciaron en febrero además de la final en caso de ser necesario.
La primera etapa o fase uno del campeonato consistió de 15 jornadas. La modalidad fue de todos contra todos; el equipo que terminó en el primer lugar clasificó a la final de campeonato y a la Copa Libertadores.
La segunda etapa o fase dos del campeonato consistió de 15 jornadas. La modalidad fue de todos contra todos; el equipo que terminó en el primer lugar clasificó a la final de campeonato y a la Copa Libertadores.
Los ganadores de las dos etapas jugaron una final ida y vuelta que sirvió para proclamar el «campeón nacional». Si un equipo ganaba las dos etapas se proclamaba campeón de manera directa.
Así mismo para la clasificación para los torneos internacionales se tomó en cuenta una tabla acumulada después de las 30 fechas y los cupos se repartieron de la siguiente manera: para la Copa Libertadores 2021 clasificaron el campeón como Ecuador 1, el subcampeón como Ecuador 2, el primer mejor ubicado de la tabla acumulada como Ecuador 3 y el segundo mejor ubicado de la tabla acumulada como Ecuador 4. Para la Copa Sudamericana 2021 clasificaron: el tercer mejor ubicado de la tabla acumulada como Ecuador 1, el cuarto mejor ubicado de la tabla acumulada como Ecuador 2, el quinto mejor ubicado de la tabla acumulada como Ecuador 3 y último cupo a la Copa Sudamericana iba a ser para el campeón, subcampeón o mejor ubicado de la Copa Ecuador 2020 que no haya clasificado a la Copa Libertadores o Copa Sudamericana, sin embargo al cancelarse la edición 2020 del torneo el cupo de Ecuador 4 pasó para el sexto mejor ubicado de la tabla acumulada. El campeón iba a disputar la Supercopa de Ecuador 2021.
Debido a los cambios implementados por la Conmebol para los torneos internacionales desde 2017, ningún equipo podrá jugar los dos torneos al mismo tiempo, por eso la premiación a dichos torneos varía un poco respecto a las temporadas anteriores, ya que el campeón de la temporada se clasificaba a los dos torneos.
En primera instancia los equipos que ocuparen los dos últimos puestos en la tabla acumulada jugarían la promoción por la permanencia en la Serie A, consistiría en un play-off ida y vuelta contra el 3.° y 4.° lugar de la Serie B 2020, los perdedores bajarían de categoría y jugarían en la Serie B en el 2021, de esta manera hubieran sido 18 equipos en la temporada 2021 de la Serie A. Sin embargo debido a los efectos de la pandemia de COVID-19 en el país, el Consejo de Presidentes de LigaPro celebrado el 23 de mayo de 2020 decidió que se mantenga la misma cantidad de equipos para la temporada 2021, es decir, 16 equipos en la Serie A y 10 equipos en la Serie B; como consecuencia de dicha medida los equipos que ocupen los dos últimos puestos en la tabla general (30 jornadas) perdieron la categoría y jugaron en la Serie B en el 2021.

### Criterios de desempate
El orden de clasificación de los equipos al finalizar cada fase, se determinó en una tabla de cómputo general, de la siguiente manera:
- 1) Mayor cantidad de puntos.
- 2) Mayor diferencia de goles a favor; en caso de igualdad;
- 3) Mayor cantidad de goles convertidos; en caso de igualdad;
- 4) Mejor performance en los partidos que se enfrentaron entre sí en cada etapa; en caso de igualdad;
- 5) Sorteo público.

## Efectos de la pandemia de coronavirus
El torneo sufrió una suspensión de tres meses debido a la pandemia de COVID-19 en el país, está decisión se tomó el 14 de marzo de 2020. Para el 20 de mayo de 2020 se realizó un Consejo de Presidentes para tratar un plan alternativo en caso de no poder mantener en formato previamente establecido, además de la fecha de regreso a los entrenamientos que se fijó inicialmente para el 8 de junio, sin embargo el COE Nacional decidió cambiar la fecha para el 10 de junio, la LigaPro se encargará de todas las pruebas necesarias para los equipos de ambas categorías. El 22 de junio tuvo lugar otro Consejo de Presidentes para determinar la fecha de reinicio de los partidos que se estimó para el 17 de julio con el mismo formato con el que se comenzó el torneo. Además se decidió implementar cinco sustituciones por equipo durante los encuentros por lo que resta del torneo y ratificar el número de equipos y formato del campeonato por las próximas cinco temporadas. Así mismo se informó de 29 casos positivos de COVID-19 en las 1300 pruebas realizadas a los 26 equipos que conforman la LigaPro. El 29 de junio de 2020 la LigaPro entregó al COE Nacional el protocolo para la reanudación de las competencias deportivas en la Serie A y B, el plan consta de varias etapas y contempla un máximo de 224 personas por estadio divididas en varias zonas. Desde el 13 de julio se autorizaron los entrenamientos colectivos en todos los equipos afiliados, la fecha para la reanudación de partidos quedó en análisis por parte del COE Nacional.
Como parte de la planificación para el regreso a la competición se realizó un partido amistoso en la ciudad de Guayaquil el 22 de julio de 2020 entre Barcelona Sporting Club y Guayaquil City Fútbol Club, todo con el fin de poner en práctica los protocolos establecidos por parte de la LigaPro, terminó en empate 1-1. El 23 de julio de 2020, el club Universidad Católica reportó tres casos positivos de COVID-19 entre jugadores de su plantilla, siendo aislados como dicta el protocolo de LigaPro. Para el lunes 27 de julio de 2020 el COE Nacional aprobó los protocolos de regreso a las competiciones de LigaPro y estableció el 15 de agosto de 2020 como la fecha de reanudación del torneo a falta de evaluar de la situación en Quito y Cuenca en los próximos días. El miércoles 5 de agosto de 2020 se jugará el segundo partido amistoso comprobatorio de los protocolos de LigaPro entre Liga Deportiva Universitaria e Independiente del Valle en la ciudad de Quito, también se informó de la aprobación de los protocolos de Conmebol para la realización de torneos internacionales y la autorización a varios clubes para disputar partidos amistosos a puerta cerrada en sus respectivos complejos. El 31 de julio de 2020, Liga Deportiva Universitaria informó de ocho casos positivos entre jugadores, cuerpo técnico y personal del equipo, por tal motivo se suspendió el amistoso ante Sociedad Deportiva Aucas pactado para el 1 de agosto de 2020.
El 3 de agosto de 2020, el directorio de LigaPro oficializó la reestructuración del fixture de la Fase 1 (primera etapa) desde los seis partidos pendientes de la fecha 5 hasta la 15. El 7 de agosto de 2020 se realizó un Consejo de Presidentes para aprobar el reglamento sancionador durante la pandemia del COVID-19 para los torneos LigaPro. El 11 de agosto de 2020 el COE Nacional confirmó de manera oficial la fecha de retorno de la Primera Categoría A que se fijó para el 14 de agosto de 2020. El inicio de la Fase 2 (segunda etapa) se retrasó hasta el 14 de octubre de 2020 debido a los casos positivos en Independiente del Valle debido a su participación en la Copa Conmebol Libertadores 2020.

## Relevo anual de clubes
| Pos | Ascendidos a la Serie A |
| --- | ----------------------- |
| 1.º | Orense                  |
| 2.º | Liga de Portoviejo      |

| Pos  | Descendidos a la Serie B |
| ---- | ------------------------ |
| 15.º | América de Quito         |
| 16.º | Fuerza Amarilla          |

## Equipos participantes
Los estadios para la temporada 2020, página oficial FEF.
| Nombre del club                            | Ciudad     | Entrenador         | Estadio                                    | Capacidad | Marca           | Patrocinador                                                              |
| ------------------------------------------ | ---------- | ------------------ | ------------------------------------------ | --------- | --------------- | ------------------------------------------------------------------------- |
| Sociedad Deportiva Aucas                   | Quito      | Darío Tempesta     | Banco del Pacífico Gonzalo Pozo Ripalda    | 18 799    | Umbro           | Banco del Pacífico                                                        |
| Barcelona Sporting Club                    | Guayaquil  | Fabián Bustos      | Monumental Banco Pichincha                 | 57 267    | Marathon Sports | Cerveza Pilsener                                                          |
| Delfín Sporting Club                       | Manta      | Horacio Montemurro | Jocay                                      | 22 000    | Baldo's         | Banco del Pacífico                                                        |
| Club Deportivo Cuenca                      | Cuenca     | Guillermo Duró     | Alejandro Serrano Aguilar Banco del Austro | 18 549    | Joma            | Chubb Seguros                                                             |
| Club Deportivo El Nacional                 | Quito      | José Villafuerte   | Olímpico Atahualpa                         | 38 258    | Lotto           | Ver lista ANDEC Banco General Rumiñahui UAZ Cooperativa 23 de Julio Ltda. |
| Club Sport Emelec                          | Guayaquil  | Ismael Rescalvo    | Banco del Pacífico-Capwell                 | 39 000    | Adidas          | Tubos Pacífico                                                            |
| Guayaquil City Fútbol Club                 | Guayaquil  | Pool Gavilánez     | Christian Benítez Betancourt               | 10 152    | Astro           | San Francisco COAC Ltda.                                                  |
| Club Independiente del Valle               | Sangolquí  | Miguel Ramírez     | Olímpico Atahualpa                         | 38 258    | Marathon Sports | Ver lista Chery DirecTV Cooperativa Policía Nacional                      |
| Liga Deportiva Universitaria de Portoviejo | Portoviejo | Pablo Trobbiani    | Reales Tamarindos                          | 21 000    | Boman           | Ver lista Cooperativa 15 de Abril Banco del Pacífico Computrón            |
| Liga Deportiva Universitaria de Quito      | Quito      | Pablo Repetto      | Rodrigo Paz Delgado                        | 41 575    | Puma            | Banco Pichincha                                                           |
| Club Deportivo Macará                      | Ambato     | Paúl Vélez         | Bellavista                                 | 16 467    | Boman           | San Francisco COAC Ltda.                                                  |
| Mushuc Runa Sporting Club                  | Ambato     | Ricardo Dillon     | Mushuc Runa COAC                           | 8200      | Elohim          | Mushuc Runa COAC                                                          |
| Centro Deportivo Olmedo                    | Riobamba   | Geovanny Cumbicus  | Fernando Guerrero Guerrero                 | 14 400    | Boman           | Ver lista Cooperativa Daquilema GolTV                                     |
| Orense Sporting Club                       | Machala    | Patricio Lara      | 9 de Mayo                                  | 16 456    | JMP Sport       | Ver lista Banco del Austro Palmar Incarpalm                               |
| Club Técnico Universitario                 | Ambato     | José Hernández     | Bellavista                                 | 16 467    | Boman           | San Francisco COAC Ltda.                                                  |
| Club Deportivo Universidad Católica        | Quito      | Santiago Escobar   | Olímpico Atahualpa                         | 38 258    | Umbro           | Banco Pichincha                                                           |

## Equipos por ubicación geográfica
| Provincia  | N.º | Equipos                                                                                |
| ---------- | --- | -------------------------------------------------------------------------------------- |
| Pichincha  | 5   | - Aucas - El Nacional - Liga de Quito - Universidad Católica - Independiente del Valle |
| Guayas     | 3   | - Barcelona - Emelec - Guayaquil City                                                  |
| Tungurahua | 3   | - Macará - Mushuc Runa - Técnico Universitario                                         |
| Manabí     | 2   | - Delfín - Liga de Portoviejo                                                          |
| Azuay      | 1   | - Deportivo Cuenca                                                                     |
| Chimborazo | 1   | - Olmedo                                                                               |
| El Oro     | 1   | - Orense                                                                               |

| Delfín Independiente del Valle Barcelona Emelec Guayaquil City Universidad Católica Liga de Quito El Nacional Aucas Deportivo Cuenca Olmedo Macará Mushuc Runa Técnico Universitario Liga de Portoviejo Orense |

## Cambio de entrenadores

### Primera etapa
| Equipo           | Pos. | Entrenador saliente | Último partido                     | Fecha | Entrenador sucesor | Fecha debut  | Ref.          |
| ---------------- | ---- | ------------------- | ---------------------------------- | ----- | ------------------ | ------------ | ------------- |
| Delfín           | 12   | Ángel López         | Delfín 0 : 2 Técnico Universitario | 3.°   | Carlos Ischia      | 4.°          | [ 55 ] [ 56 ] |
| Aucas            | 16   | Máximo Villafañe    | Emelec 4 : 0 Aucas                 | 4.°   | Darío Tempesta     | 5.°          | [ 57 ] [ 58 ] |
| Olmedo           | 13   | Darío Franco        | Olmedo 2 : 2 Orense                | 4.°   | Geovanny Cumbicus  | 5.°          | [ 59 ] [ 60 ] |
| El Nacional      | 8    | Eduardo Lara        | El Nacional 1 : 1 Deportivo Cuenca | 4.°   | Jorge Montesino    | 5.°          | [ 61 ] [ 62 ] |
| Orense           | 15   | Humberto Pizarro    | Orense 0 : 2 Mushuc Runa           | 10.°  | Patricio Lara      | 11.°         | [ 63 ] [ 64 ] |
| Delfín           | 11   | Carlos Ischia       | Olmedo 2 : 0 Delfín                | 10.°  | Miguel Ángel Zahzú | 12.°         | [ 65 ] [ 66 ] |
| Deportivo Cuenca | 16   | Tabaré Silva        | Emelec 2 : 0 Deportivo Cuenca      | 14.°  | Guillermo Duró     | 1.° (Fase 2) | [ 67 ] [ 68 ] |

### Segunda etapa
| Equipo             | Pos. | Entrenador saliente | Último partido                            | Fecha | Entrenador sucesor | Fecha debut | Ref.          |
| ------------------ | ---- | ------------------- | ----------------------------------------- | ----- | ------------------ | ----------- | ------------- |
| Liga de Portoviejo | 13   | Rubén Darío Insúa   | Delfín 4 : 2 Liga de Portoviejo           | 4.°   | Marcelo Zuleta     | 6.°         | [ 69 ] [ 70 ] |
| El Nacional        | 15   | Jorge Montesino     | El Nacional 1 : 3 Delfín                  | 5.°   | Javier Rodríguez   | 6.°         | [ 71 ] [ 72 ] |
| El Nacional        | 16   | Javier Rodríguez    | El Nacional 0 : 2 Universidad Católica    | 8.°   | Edison Méndez      | 9.°         | [ 73 ] [ 74 ] |
| Liga de Portoviejo | 15   | Marcelo Zuleta      | Liga de Portoviejo 1 : 2 Orense           | 8.°   | Pablo Trobbiani    | 9.°         | [ 75 ] [ 76 ] |
| Delfín             | 10   | Miguel Ángel Zahzú  | Delfín 1 : 0 Independiente del Valle      | 10.°  | Horacio Montemurro | 11.°        | [ 77 ] [ 78 ] |
| El Nacional        | 16   | Edison Méndez       | Independiente del Valle 2 : 0 El Nacional | 11.°  | José Villafuerte   | 12.°        | [ 79 ] [ 80 ] |

## Primera etapa

### Clasificación
| Pos. | Equipo                  | Pts. | PJ | G  | E | P | GF | GC | Dif. |  |
| ---- | ----------------------- | ---- | -- | -- | - | - | -- | -- | ---- |  |
| 1    | Liga de Quito           | 35   | 15 | 11 | 2 | 2 | 29 | 13 | +16  |  |
| 2    | Independiente del Valle | 32   | 15 | 9  | 5 | 1 | 36 | 22 | +14  |  |
| 3    | Universidad Católica    | 31   | 15 | 9  | 4 | 2 | 32 | 14 | +18  |  |
| 4    | Barcelona               | 29   | 15 | 8  | 5 | 2 | 23 | 13 | +10  |  |
| 5    | Macará                  | 24   | 15 | 6  | 6 | 3 | 22 | 17 | +5   |  |
| 6    | Aucas                   | 23   | 15 | 7  | 2 | 6 | 26 | 23 | +3   |  |
| 7    | Técnico Universitario   | 22   | 15 | 6  | 4 | 5 | 17 | 16 | +1   |  |
| 8    | Delfín                  | 18   | 15 | 5  | 3 | 7 | 17 | 22 | −5   |  |
| 9    | Guayaquil City          | 18   | 15 | 5  | 3 | 7 | 17 | 23 | −6   |  |
| 10   | Mushuc Runa             | 18   | 15 | 5  | 3 | 7 | 16 | 22 | −6   |  |
| 11   | Olmedo                  | 17   | 15 | 5  | 2 | 8 | 26 | 29 | −3   |  |
| 12   | Emelec                  | 16   | 15 | 4  | 4 | 7 | 20 | 22 | −2   |  |
| 13   | El Nacional             | 14   | 15 | 3  | 5 | 7 | 16 | 24 | −8   |  |
| 14   | Liga de Portoviejo      | 13   | 15 | 3  | 4 | 8 | 19 | 30 | −11  |  |
| 15   | Orense                  | 10   | 15 | 1  | 7 | 7 | 15 | 27 | −12  |  |
| 16   | Deportivo Cuenca        | 8    | 15 | 1  | 5 | 9 | 16 | 30 | −14  |  |

 Fuente: LigaPro
|  | Clasifica a la final de campeonato y a la Copa Libertadores 2021. |

### Evolución de la clasificación
| Jornada / Equipo        | 1  | 2  | 3  | 4  | 5  | 6  | 7  | 8  | 9  | 10 | 11 | 12 | 13 | 14 | 15 |
| Jornada / Equipo        |    |    |    |    |    |    |    |    |    |    |    |    |    |    |    |
| ----------------------- | -- | -- | -- | -- | -- | -- | -- | -- | -- | -- | -- | -- | -- | -- | -- |
| Liga de Quito           | 3  | 9  | 4  | 1  | 1  | 1  | 1  | 1  | 1  | 1  | 1  | 2  | 1  | 1  | 1  |
| Independiente del Valle | 4  | 2  | 6  | 6  | 4  | 5  | 3  | 3  | 3  | 3  | 4  | 1  | 2  | 2  | 2  |
| Universidad Católica    | 8  | 3  | 1  | 2  | 2  | 2  | 4  | 2  | 2  | 2  | 2  | 4  | 3  | 3  | 3  |
| Barcelona               | 11 | 7  | 7  | 7  | 6  | 4  | 2  | 4  | 4  | 4  | 3  | 3  | 4  | 4  | 4  |
| Macará                  | 9  | 5  | 3  | 4  | 7  | 7  | 5  | 5  | 6  | 6  | 6  | 6  | 7  | 6  | 5  |
| Aucas                   | 15 | 15 | 11 | 15 | 16 | 11 | 8  | 9  | 7  | 7  | 7  | 7  | 6  | 7  | 6  |
| Técnico Universitario   | 10 | 4  | 2  | 3  | 3  | 3  | 6  | 6  | 5  | 5  | 5  | 5  | 5  | 5  | 7  |
| Delfín                  | 2  | 10 | 12 | 14 | 8  | 9  | 9  | 11 | 9  | 11 | 8  | 9  | 8  | 8  | 8  |
| Guayaquil City          | 1  | 1  | 5  | 5  | 5  | 6  | 7  | 7  | 8  | 9  | 10 | 11 | 11 | 14 | 9  |
| Mushuc Runa             | 12 | 12 | 16 | 16 | 10 | 15 | 11 | 13 | 11 | 8  | 9  | 8  | 9  | 9  | 10 |
| Olmedo                  | 16 | 16 | 13 | 13 | 14 | 10 | 13 | 15 | 16 | 13 | 13 | 13 | 14 | 11 | 11 |
| Emelec                  | 6  | 11 | 14 | 10 | 13 | 8  | 12 | 8  | 10 | 12 | 12 | 10 | 10 | 10 | 12 |
| El Nacional             | 5  | 6  | 8  | 8  | 11 | 16 | 15 | 10 | 12 | 10 | 11 | 12 | 12 | 12 | 13 |
| Liga de Portoviejo      | 13 | 14 | 15 | 12 | 15 | 14 | 10 | 12 | 14 | 16 | 14 | 14 | 13 | 13 | 14 |
| Orense                  | 7  | 13 | 9  | 9  | 12 | 12 | 14 | 14 | 13 | 15 | 16 | 16 | 15 | 15 | 15 |
| Deportivo Cuenca        | 14 | 8  | 10 | 11 | 9  | 13 | 16 | 16 | 15 | 14 | 15 | 15 | 16 | 16 | 16 |

| 1. 2. |

### Resultados
- Los horarios corresponden al huso horario de Ecuador: (UTC-5).

| Independiente del Valle | 2 - 1 Archivado el 18 de febrero de 2020 en Wayback Machine. | Mushuc Runa           | Olímpico Atahualpa        | 14 de febrero | 15:00 | GolTV |
| Aucas                   | 1 - 2 Archivado el 18 de febrero de 2020 en Wayback Machine. | Delfín                | Gonzalo Pozo Ripalda      | 14 de febrero | 17:30 | GolTV |
| Deportivo Cuenca        | 1 - 2 Archivado el 18 de febrero de 2020 en Wayback Machine. | Liga de Quito         | Alejandro Serrano Aguilar | 14 de febrero | 20:00 | GolTV |
| Orense                  | 2 - 2 Archivado el 18 de febrero de 2020 en Wayback Machine. | Emelec                | 9 de Mayo                 | 15 de febrero | 15:30 | GolTV |
| Macará                  | 1 - 1 Archivado el 16 de febrero de 2020 en Wayback Machine. | Universidad Católica  | Bellavista                | 15 de febrero | 18:00 | GolTV |
| El Nacional             | 2 - 1 Archivado el 18 de febrero de 2020 en Wayback Machine. | Liga de Portoviejo    | Olímpico Atahualpa        | 16 de febrero | 13:00 | GolTV |
| Guayaquil City          | 4 - 1 Archivado el 18 de febrero de 2020 en Wayback Machine. | Olmedo                | Christian Benítez         | 16 de febrero | 15:15 | GolTV |
| Barcelona               | 0 - 0 Archivado el 18 de febrero de 2020 en Wayback Machine. | Técnico Universitario | Monumental                | 16 de febrero | 17:45 | GolTV |

| Liga de Portoviejo    | 2 - 4 Archivado el 23 de febrero de 2020 en Wayback Machine. | Deportivo Cuenca        | Reales Tamarindos          | 21 de febrero | 19:15 | GolTV |
| Olmedo                | 1 - 2 Archivado el 24 de febrero de 2020 en Wayback Machine. | Macará                  | Fernando Guerrero          | 22 de febrero | 13:00 | GolTV |
| Delfín                | 1 - 2 Archivado el 24 de febrero de 2020 en Wayback Machine. | Barcelona               | Jocay                      | 22 de febrero | 15:30 | GolTV |
| Liga de Quito         | 2 - 3 Archivado el 23 de febrero de 2020 en Wayback Machine. | Independiente del Valle | Rodrigo Paz Delgado        | 22 de febrero | 17:45 | GolTV |
| Universidad Católica  | 4 - 0 Archivado el 23 de febrero de 2020 en Wayback Machine. | Orense                  | Olímpico Atahualpa         | 22 de febrero | 20:00 | GolTV |
| Mushuc Runa           | 1 - 1 Archivado el 25 de febrero de 2020 en Wayback Machine. | El Nacional             | Mushuc Runa COAC           | 23 de febrero | 13:30 | GolTV |
| Emelec                | 1 - 2 Archivado el 25 de febrero de 2020 en Wayback Machine. | Guayaquil City          | Banco del Pacífico-Capwell | 23 de febrero | 16:00 | GolTV |
| Técnico Universitario | 2 - 0 Archivado el 26 de febrero de 2020 en Wayback Machine. | Aucas                   | Bellavista                 | 24 de febrero | 19:15 | GolTV |

| Delfín                  | 0 - 2 Archivado el 2 de marzo de 2020 en Wayback Machine. | Técnico Universitario | Jocay                     | 28 de febrero | 16:30 | GolTV |
| El Nacional             | 0 - 3 Archivado el 1 de marzo de 2020 en Wayback Machine. | Liga de Quito         | Olímpico Atahualpa        | 28 de febrero | 19:00 | GolTV |
| Orense                  | 1 - 0 Archivado el 1 de marzo de 2020 en Wayback Machine. | Guayaquil City        | 9 de Mayo                 | 29 de febrero | 15:30 | GolTV |
| Barcelona               | 1 - 1 Archivado el 1 de marzo de 2020 en Wayback Machine. | Liga de Portoviejo    | Monumental                | 29 de febrero | 19:00 | GolTV |
| Independiente del Valle | 1 - 2 Archivado el 2 de marzo de 2020 en Wayback Machine. | Olmedo                | General Rumiñahui         | 1 de marzo    | 12:30 | GolTV |
| Aucas                   | 3 - 0 Archivado el 2 de marzo de 2020 en Wayback Machine. | Mushuc Runa           | Gonzalo Pozo Ripalda      | 1 de marzo    | 15:00 | GolTV |
| Macará                  | 1 - 0 Archivado el 2 de marzo de 2020 en Wayback Machine. | Emelec                | Bellavista                | 1 de marzo    | 17:30 | GolTV |
| Deportivo Cuenca        | 1 - 2 Archivado el 4 de marzo de 2020 en Wayback Machine. | Universidad Católica  | Alejandro Serrano Aguilar | 2 de marzo    | 19:15 | GolTV |

| Técnico Universitario   | 1 - 1 Archivado el 8 de marzo de 2020 en Wayback Machine.  | Mushuc Runa          | Bellavista                 | 6 de marzo | 19:15 | GolTV |
| Liga de Portoviejo      | 2 - 1 Archivado el 8 de marzo de 2020 en Wayback Machine.  | Delfín               | Reales Tamarindos          | 7 de marzo | 12:15 | GolTV |
| Independiente del Valle | 2 - 2 Archivado el 8 de marzo de 2020 en Wayback Machine.  | Universidad Católica | General Rumiñahui          | 7 de marzo | 14:30 | GolTV |
| Liga de Quito           | 2 - 1 Archivado el 8 de marzo de 2020 en Wayback Machine.  | Barcelona            | Rodrigo Paz Delgado        | 7 de marzo | 18:00 | GolTV |
| Olmedo                  | 2 - 2 Archivado el 9 de marzo de 2020 en Wayback Machine.  | Orense               | Fernando Guerrero          | 8 de marzo | 11:30 | GolTV |
| Guayaquil City          | 1 - 1 Archivado el 9 de marzo de 2020 en Wayback Machine.  | Macará               | Christian Benítez          | 8 de marzo | 13:45 | GolTV |
| Emelec                  | 4 - 0 Archivado el 9 de marzo de 2020 en Wayback Machine.  | Aucas                | Banco del Pacífico-Capwell | 8 de marzo | 16:00 | GolTV |
| El Nacional             | 1 - 1 Archivado el 11 de marzo de 2020 en Wayback Machine. | Deportivo Cuenca     | Olímpico Atahualpa         | 9 de marzo | 19:15 | GolTV |

| Técnico Universitario | 3 - 1 Archivado el 9 de junio de 2020 en Wayback Machine.                                               | Liga de Portoviejo      | Bellavista                | 13 de marzo  | 19:15 | GolTV |
| Mushuc Runa           | 2 - 0 Archivado el 9 de junio de 2020 en Wayback Machine.                                               | Macará                  | Mushuc Runa COAC          | 14 de marzo  | 13:30 | GolTV |
| Deportivo Cuenca      | 1 - 1 Archivado el 23 de septiembre de 2020 en Wayback Machine.                                         | Guayaquil City          | Alejandro Serrano Aguilar | 14 de agosto | 17:00 | GolTV |
| Barcelona             | 1 - 0 Archivado el 23 de septiembre de 2020 en Wayback Machine.                                         | Orense                  | Monumental                | 14 de agosto | 19:15 | GolTV |
| El Nacional           | 2 - 4 (enlace roto disponible en Internet Archive; véase el historial, la primera versión y la última). | Independiente del Valle | Olímpico Atahualpa        | 15 de agosto | 16:00 | GolTV |
| Delfín                | 2 - 0 Archivado el 1 de octubre de 2020 en Wayback Machine.                                             | Emelec                  | Jocay                     | 15 de agosto | 18:15 | GolTV |
| Olmedo                | 2 - 3 (enlace roto disponible en Internet Archive; véase el historial, la primera versión y la última). | Liga de Quito           | Fernando Guerrero         | 16 de agosto | 16:00 | GolTV |
| Universidad Católica  | 3 - 1 (enlace roto disponible en Internet Archive; véase el historial, la primera versión y la última). | Aucas                   | Olímpico Atahualpa        | 16 de agosto | 18:15 | GolTV |

| Independiente del Valle | 4 - 4 (enlace roto disponible en Internet Archive; véase el historial, la primera versión y la última). | Macará               | Olímpico Atahualpa         | 18 de agosto | 12:30 | GolTV |
| Orense                  | 1 - 1 (enlace roto disponible en Internet Archive; véase el historial, la primera versión y la última). | Liga de Portoviejo   | 9 de Mayo                  | 18 de agosto | 14:45 | GolTV |
| Deportivo Cuenca        | 0 - 3 (enlace roto disponible en Internet Archive; véase el historial, la primera versión y la última). | Barcelona            | Alejandro Serrano Aguilar  | 18 de agosto | 17:00 | GolTV |
| Guayaquil City          | 0 - 0 (enlace roto disponible en Internet Archive; véase el historial, la primera versión y la última). | Delfín               | Christian Benítez          | 18 de agosto | 19:15 | GolTV |
| Técnico Universitario   | 1 - 3 (enlace roto disponible en Internet Archive; véase el historial, la primera versión y la última). | Olmedo               | Bellavista                 | 19 de agosto | 12:30 | GolTV |
| Aucas                   | 2 - 0 (enlace roto disponible en Internet Archive; véase el historial, la primera versión y la última). | El Nacional          | Gonzalo Pozo Ripalda       | 19 de agosto | 14:45 | GolTV |
| Liga de Quito           | 2 - 1 Archivado el 22 de octubre de 2020 en Wayback Machine.                                            | Universidad Católica | Rodrigo Paz Delgado        | 19 de agosto | 17:00 | GolTV |
| Emelec                  | 2 - 0 (enlace roto disponible en Internet Archive; véase el historial, la primera versión y la última). | Mushuc Runa          | Banco del Pacífico-Capwell | 19 de agosto | 19:15 | GolTV |

| Delfín                | 0 - 0 (enlace roto disponible en Internet Archive; véase el historial, la primera versión y la última). | Orense                  | Jocay                      | 21 de agosto | 17:00 | GolTV |
| Macará                | 2 - 1 (enlace roto disponible en Internet Archive; véase el historial, la primera versión y la última). | Deportivo Cuenca        | Bellavista                 | 21 de agosto | 19:15 | GolTV |
| Técnico Universitario | 0 - 1 (enlace roto disponible en Internet Archive; véase el historial, la primera versión y la última). | Independiente del Valle | Bellavista                 | 22 de agosto | 14:00 | GolTV |
| Liga de Portoviejo    | 3 - 1 Archivado el 27 de septiembre de 2020 en Wayback Machine.                                         | Guayaquil City          | Reales Tamarindos          | 22 de agosto | 16:15 | GolTV |
| Aucas                 | 2 - 0 Archivado el 28 de septiembre de 2020 en Wayback Machine.                                         | Liga de Quito           | Gonzalo Pozo Ripalda       | 22 de agosto | 18:30 | GolTV |
| Olmedo                | 1 - 2 Archivado el 27 de septiembre de 2020 en Wayback Machine.                                         | Mushuc Runa             | Fernando Guerrero          | 23 de agosto | 13:15 | GolTV |
| Universidad Católica  | 1 - 1 Archivado el 28 de septiembre de 2020 en Wayback Machine.                                         | El Nacional             | Olímpico Atahualpa         | 23 de agosto | 16:00 | GolTV |
| Barcelona             | 2 - 1 Archivado el 23 de septiembre de 2020 en Wayback Machine.                                         | Emelec                  | Monumental Banco Pichincha | 23 de agosto | 18:30 | GolTV |

| Deportivo Cuenca        | 2 - 2 Archivado el 26 de septiembre de 2020 en Wayback Machine.                                         | Orense                | Alejandro Serrano Aguilar  | 25 de agosto | 12:15 | GolTV |
| Macará                  | 0 - 0 Archivado el 27 de septiembre de 2020 en Wayback Machine.                                         | Técnico Universitario | Bellavista                 | 25 de agosto | 14:30 | GolTV |
| Independiente del Valle | 1 - 1 Archivado el 24 de septiembre de 2020 en Wayback Machine.                                         | Aucas                 | Olímpico Atahualpa         | 25 de agosto | 16:45 | GolTV |
| Liga de Quito           | 1 - 0 Archivado el 28 de septiembre de 2020 en Wayback Machine.                                         | Delfín                | Rodrigo Paz Delgado        | 25 de agosto | 19:00 | GolTV |
| Mushuc Runa             | 1 - 2 (enlace roto disponible en Internet Archive; véase el historial, la primera versión y la última). | Universidad Católica  | Mushuc Runa COAC           | 26 de agosto | 12:15 | GolTV |
| El Nacional             | 3 - 2 Archivado el 23 de septiembre de 2020 en Wayback Machine.                                         | Olmedo                | Olímpico Atahualpa         | 26 de agosto | 14:30 | GolTV |
| Emelec                  | 2 - 1 Archivado el 27 de septiembre de 2020 en Wayback Machine.                                         | Liga de Portoviejo    | Banco del Pacífico-Capwell | 26 de agosto | 16:45 | GolTV |
| Guayaquil City          | 2 - 1 Archivado el 27 de septiembre de 2020 en Wayback Machine.                                         | Barcelona             | Christian Benítez          | 26 de agosto | 19:00 | GolTV |

| Aucas                   | 1 - 0 Archivado el 29 de septiembre de 2020 en Wayback Machine. | Macará             | Gonzalo Pozo Ripalda       | 28 de agosto | 19:00 | GolTV |
| Mushuc Runa             | 1 - 1 Archivado el 23 de septiembre de 2020 en Wayback Machine. | Deportivo Cuenca   | Mushuc Runa COAC           | 29 de agosto | 13:00 | GolTV |
| Orense                  | 1 - 2 Archivado el 28 de septiembre de 2020 en Wayback Machine. | Liga de Quito      | 9 de Mayo                  | 29 de agosto | 15:15 | GolTV |
| Barcelona               | 3 - 1 Archivado el 28 de septiembre de 2020 en Wayback Machine. | Olmedo             | Monumental Banco Pichincha | 29 de agosto | 17:30 | GolTV |
| Técnico Universitario   | 2 - 0 Archivado el 24 de septiembre de 2020 en Wayback Machine. | Emelec             | Bellavista                 | 29 de agosto | 19:45 | GolTV |
| Universidad Católica    | 4 - 0 Archivado el 27 de septiembre de 2020 en Wayback Machine. | Liga de Portoviejo | Olímpico Atahualpa         | 30 de agosto | 13:15 | GolTV |
| Delfín                  | 2 - 1 Archivado el 28 de septiembre de 2020 en Wayback Machine. | El Nacional        | Jocay                      | 30 de agosto | 15:30 | GolTV |
| Independiente del Valle | 3 - 0 Archivado el 27 de septiembre de 2020 en Wayback Machine. | Guayaquil City     | Olímpico Atahualpa         | 30 de agosto | 17:45 | GolTV |

| Deportivo Cuenca   | 2 - 2 Archivado el 29 de septiembre de 2020 en Wayback Machine. | Técnico Universitario   | Alejandro Serrano Aguilar  | 1 de septiembre | 12:15 | GolTV |
| Orense             | 0 - 2 Archivado el 29 de septiembre de 2020 en Wayback Machine. | Mushuc Runa             | 9 de Mayo                  | 1 de septiembre | 14:30 | GolTV |
| Liga de Quito      | 1 - 0 Archivado el 26 de septiembre de 2020 en Wayback Machine. | Macará                  | Rodrigo Paz Delgado        | 1 de septiembre | 16:45 | GolTV |
| Barcelona          | 4 - 2 Archivado el 31 de octubre de 2020 en Wayback Machine.    | Aucas                   | Monumental Banco Pichincha | 1 de septiembre | 19:00 | GolTV |
| Olmedo             | 2 - 0 Archivado el 26 de septiembre de 2020 en Wayback Machine. | Delfín                  | Fernando Guerrero          | 2 de septiembre | 12:15 | GolTV |
| Guayaquil City     | 1 - 3 Archivado el 28 de septiembre de 2020 en Wayback Machine. | Universidad Católica    | Christian Benítez          | 2 de septiembre | 14:30 | GolTV |
| Liga de Portoviejo | 1 - 2 Archivado el 23 de septiembre de 2020 en Wayback Machine. | Independiente del Valle | Reales Tamarindos          | 2 de septiembre | 16:45 | GolTV |
| El Nacional        | 2 - 1 Archivado el 27 de septiembre de 2020 en Wayback Machine. | Emelec                  | Olímpico Atahualpa         | 2 de septiembre | 19:00 | GolTV |

| Mushuc Runa           | 1 - 2 Archivado el 23 de septiembre de 2020 en Wayback Machine. | Barcelona               | Bellavista                 | 4 de septiembre | 19:00 | GolTV |
| Universidad Católica  | 3 - 1 Archivado el 28 de septiembre de 2020 en Wayback Machine. | Olmedo                  | Olímpico Atahualpa         | 5 de septiembre | 14:00 | GolTV |
| Liga de Portoviejo    | 1 - 1 Archivado el 29 de septiembre de 2020 en Wayback Machine. | Liga de Quito           | Reales Tamarindos          | 5 de septiembre | 16:30 | GolTV |
| Macará                | 1 - 0 Archivado el 30 de septiembre de 2020 en Wayback Machine. | El Nacional             | Bellavista                 | 5 de septiembre | 19:00 | GolTV |
| Delfín                | 2 - 1 Archivado el 24 de septiembre de 2020 en Wayback Machine. | Deportivo Cuenca        | Jocay                      | 6 de septiembre | 13:15 | GolTV |
| Aucas                 | 3 - 1 Archivado el 28 de septiembre de 2020 en Wayback Machine. | Guayaquil City          | Gonzalo Pozo Ripalda       | 6 de septiembre | 15:30 | GolTV |
| Emelec                | 2 - 2 Archivado el 26 de septiembre de 2020 en Wayback Machine. | Independiente del Valle | Banco del Pacífico-Capwell | 6 de septiembre | 18:00 | GolTV |
| Técnico Universitario | 2 - 0 Archivado el 30 de septiembre de 2020 en Wayback Machine. | Orense                  | Bellavista                 | 7 de septiembre | 19:00 | GolTV |

| Mushuc Runa             | 1 - 0 Archivado el 31 de octubre de 2020 en Wayback Machine.                                            | Liga de Portoviejo    | Mushuc Runa COAC           | 11 de septiembre | 15:30 | GolTV |
| Liga de Quito           | 2 - 0 Archivado el 31 de octubre de 2020 en Wayback Machine.                                            | Guayaquil City        | Rodrigo Paz Delgado        | 11 de septiembre | 19:00 | GolTV |
| El Nacional             | 0 - 1 Archivado el 31 de octubre de 2020 en Wayback Machine.                                            | Técnico Universitario | Olímpico Atahualpa         | 12 de septiembre | 16:00 | GolTV |
| Olmedo                  | 1 - 1 (enlace roto disponible en Internet Archive; véase el historial, la primera versión y la última). | Emelec                | Fernando Guerrero          | 12 de septiembre | 18:30 | GolTV |
| Aucas                   | 2 - 0 Archivado el 31 de octubre de 2020 en Wayback Machine.                                            | Deportivo Cuenca      | Gonzalo Pozo Ripalda       | 13 de septiembre | 13:15 | GolTV |
| Independiente del Valle | 4 - 2 Archivado el 27 de septiembre de 2020 en Wayback Machine.                                         | Delfín                | Olímpico Atahualpa         | 13 de septiembre | 15:30 | GolTV |
| Barcelona               | 1 - 0 Archivado el 29 de septiembre de 2020 en Wayback Machine.                                         | Universidad Católica  | Monumental Banco Pichincha | 13 de septiembre | 18:00 | GolTV |
| Orense                  | 1 - 2 Archivado el 27 de septiembre de 2020 en Wayback Machine.                                         | Macará                | 9 de Mayo                  | 14 de septiembre | 15:30 | GolTV |

| Deportivo Cuenca     | 1 - 3 Archivado el 30 de septiembre de 2020 en Wayback Machine. | Independiente del Valle | Alejandro Serrano Aguilar  | 9 de septiembre  | 16:30 | GolTV |
| Macará               | 1 - 1 Archivado el 27 de septiembre de 2020 en Wayback Machine. | Barcelona               | Bellavista                 | 9 de septiembre  | 19:00 | GolTV |
| Liga de Portoviejo   | 2 - 1 Archivado el 22 de octubre de 2020 en Wayback Machine.    | Olmedo                  | Reales Tamarindos          | 18 de septiembre | 19:00 | GolTV |
| Orense               | 2 - 2 Archivado el 2 de octubre de 2020 en Wayback Machine.     | Aucas                   | 9 de Mayo                  | 19 de septiembre | 15:30 | GolTV |
| Emelec               | 1 - 1 Archivado el 1 de octubre de 2020 en Wayback Machine.     | Liga de Quito           | Banco del Pacífico-Capwell | 19 de septiembre | 18:00 | GolTV |
| Universidad Católica | 2 - 1 Archivado el 2 de octubre de 2020 en Wayback Machine.     | Técnico Universitario   | Olímpico Atahualpa         | 20 de septiembre | 13:30 | GolTV |
| Delfín               | 4 - 1 Archivado el 22 de octubre de 2020 en Wayback Machine.    | Mushuc Runa             | Jocay                      | 20 de septiembre | 18:00 | GolTV |
| Guayaquil City       | 2 - 1 Archivado el 21 de octubre de 2020 en Wayback Machine.    | El Nacional             | Christian Benítez          | 30 de septiembre | 17:00 | GolTV |

| El Nacional             | 2 - 2 Archivado el 3 de octubre de 2020 en Wayback Machine. | Orense               | Olímpico Atahualpa         | 25 de septiembre | 16:30 | GolTV |
| Mushuc Runa             | 2 - 1 Archivado el 8 de octubre de 2020 en Wayback Machine. | Guayaquil City       | Mushuc Runa COAC           | 26 de septiembre | 14:45 | GolTV |
| Olmedo                  | 3 - 2 Archivado el 5 de octubre de 2020 en Wayback Machine. | Aucas                | Fernando Guerrero          | 26 de septiembre | 17:00 | GolTV |
| Independiente del Valle | 1 - 1 Archivado el 6 de octubre de 2020 en Wayback Machine. | Barcelona            | Olímpico Atahualpa         | 26 de septiembre | 19:30 | GolTV |
| Técnico Universitario   | 0 - 5 Archivado el 7 de octubre de 2020 en Wayback Machine. | Liga de Quito        | Bellavista                 | 26 de septiembre | 19:30 | GolTV |
| Delfín                  | 0 - 0 Archivado el 6 de octubre de 2020 en Wayback Machine. | Universidad Católica | Jocay                      | 27 de septiembre | 15:30 | GolTV |
| Emelec                  | 2 - 0 Archivado el 7 de octubre de 2020 en Wayback Machine. | Deportivo Cuenca     | Banco del Pacífico-Capwell | 27 de septiembre | 18:00 | GolTV |
| Liga de Portoviejo      | 2 - 2 Archivado el 7 de octubre de 2020 en Wayback Machine. | Macará               | Reales Tamarindos          | 28 de septiembre | 18:15 | GolTV |

| Aucas                | 4 - 1 Archivado el 9 de octubre de 2020 en Wayback Machine.                                             | Liga de Portoviejo      | Gonzalo Pozo Ripalda       | 2 de octubre | 19:00     | GolTV     |
| Liga de Quito        | 2 - 0 Archivado el 14 de octubre de 2020 en Wayback Machine.                                            | Mushuc Runa             | Rodrigo Paz Delgado        | 3 de octubre | 15:30     | GolTV     |
| Orense               | 1 - 3 Archivado el 14 de octubre de 2020 en Wayback Machine.                                            | Independiente del Valle | 9 de Mayo                  | 3 de octubre | 15:30     | GolTV     |
| Barcelona            | 0 - 0 Archivado el 11 de octubre de 2020 en Wayback Machine.                                            | El Nacional             | Monumental Banco Pichincha | 3 de octubre | 18:30     | GolTV     |
| Macará               | 5 - 1 Archivado el 8 de octubre de 2020 en Wayback Machine.                                             | Delfín                  | Bellavista                 | 4 de octubre | 13:15     | GolTV     |
| Guayaquil City       | 1 - 0 Archivado el 8 de octubre de 2020 en Wayback Machine.                                             | Técnico Universitario   | Christian Benítez          | 4 de octubre | 15:30     | GolTV     |
| Universidad Católica | 4 - 1 Archivado el 8 de octubre de 2020 en Wayback Machine.                                             | Emelec                  | Olímpico Atahualpa         | 4 de octubre | 18:00     | GolTV     |
| Deportivo Cuenca     | 0 - 3 (enlace roto disponible en Internet Archive; véase el historial, la primera versión y la última). | Olmedo                  | Cancelado                  | Cancelado    | Cancelado | Cancelado |

## Segunda etapa

### Clasificación
| Pos. | Equipo                  | Pts. | PJ | G | E | P | GF | GC | Dif. |  |
| ---- | ----------------------- | ---- | -- | - | - | - | -- | -- | ---- |  |
| 1    | Barcelona               | 29   | 15 | 8 | 5 | 2 | 22 | 7  | +15  |  |
| 2    | Emelec                  | 28   | 15 | 8 | 4 | 3 | 28 | 15 | +13  |  |
| 3    | Guayaquil City          | 26   | 15 | 7 | 5 | 3 | 23 | 17 | +6   |  |
| 4    | Liga de Quito           | 24   | 15 | 7 | 3 | 5 | 31 | 20 | +11  |  |
| 5    | Deportivo Cuenca        | 23   | 15 | 6 | 5 | 4 | 18 | 21 | −3   |  |
| 6    | Independiente del Valle | 22   | 15 | 7 | 1 | 7 | 26 | 21 | +5   |  |
| 7    | Orense                  | 21   | 15 | 5 | 6 | 4 | 12 | 19 | −7   |  |
| 8    | Delfín                  | 20   | 15 | 5 | 5 | 5 | 22 | 19 | +3   |  |
| 9    | Universidad Católica    | 20   | 15 | 5 | 5 | 5 | 16 | 14 | +2   |  |
| 10   | Técnico Universitario   | 20   | 15 | 5 | 5 | 5 | 11 | 11 | 0    |  |
| 11   | Macará                  | 20   | 15 | 6 | 2 | 7 | 15 | 20 | −5   |  |
| 12   | Aucas                   | 19   | 15 | 4 | 7 | 4 | 33 | 32 | +1   |  |
| 13   | Liga de Portoviejo      | 17   | 15 | 5 | 2 | 8 | 20 | 29 | −9   |  |
| 14   | Mushuc Runa             | 13   | 15 | 3 | 4 | 8 | 17 | 23 | −6   |  |
| 15   | Olmedo                  | 13   | 15 | 3 | 4 | 8 | 16 | 27 | −11  |  |
| 16   | El Nacional             | 12   | 15 | 3 | 3 | 9 | 10 | 25 | −15  |  |

 Fuente: LigaPro
|  | Clasifica a la final de campeonato y a la Copa Libertadores 2021. |

### Evolución de la clasificación
| Jornada / Equipo        | 1  | 2  | 3  | 4  | 5  | 6  | 7  | 8  | 9  | 10 | 11 | 12 | 13 | 14 | 15 |
| Jornada / Equipo        |    |    |    |    |    |    |    |    |    |    |    |    |    |    |    |
| ----------------------- | -- | -- | -- | -- | -- | -- | -- | -- | -- | -- | -- | -- | -- | -- | -- |
| Barcelona               | 3  | 1  | 1  | 1  | 3  | 2  | 2  | 1  | 2  | 2  | 2  | 1  | 1  | 1  | 1  |
| Emelec                  | 7  | 10 | 8  | 10 | 6  | 3  | 4  | 3  | 1  | 1  | 1  | 2  | 2  | 2  | 2  |
| Guayaquil City          | 5  | 2  | 3  | 3  | 1  | 4  | 3  | 4  | 4  | 4  | 3  | 3  | 4  | 4  | 3  |
| Liga de Quito           | 1  | 5  | 4  | 4  | 2  | 1  | 1  | 2  | 3  | 3  | 4  | 4  | 3  | 3  | 4  |
| Deportivo Cuenca        | 16 | 12 | 5  | 6  | 9  | 10 | 6  | 10 | 8  | 8  | 7  | 5  | 5  | 5  | 5  |
| Independiente del Valle | 10 | 7  | 10 | 15 | 12 | 13 | 14 | 14 | 12 | 13 | 12 | 9  | 6  | 6  | 6  |
| Orense                  | 13 | 14 | 15 | 8  | 14 | 14 | 10 | 6  | 7  | 9  | 9  | 12 | 9  | 10 | 7  |
| Delfín                  | 9  | 13 | 14 | 7  | 4  | 8  | 11 | 12 | 13 | 10 | 10 | 8  | 10 | 7  | 8  |
| Universidad Católica    | 6  | 4  | 6  | 5  | 7  | 5  | 8  | 5  | 5  | 6  | 5  | 6  | 8  | 9  | 9  |
| Técnico Universitario   | 14 | 16 | 16 | 11 | 8  | 6  | 5  | 8  | 11 | 11 | 11 | 10 | 12 | 11 | 10 |
| Macará                  | 11 | 9  | 7  | 9  | 13 | 9  | 12 | 9  | 6  | 7  | 6  | 7  | 11 | 12 | 11 |
| Aucas                   | 8  | 3  | 2  | 2  | 5  | 7  | 9  | 11 | 9  | 5  | 8  | 11 | 7  | 8  | 12 |
| Liga de Portoviejo      | 2  | 6  | 9  | 13 | 16 | 16 | 15 | 15 | 16 | 14 | 14 | 14 | 14 | 13 | 13 |
| Mushuc Runa             | 4  | 8  | 12 | 16 | 10 | 12 | 13 | 13 | 14 | 15 | 15 | 15 | 15 | 16 | 14 |
| Olmedo                  | 12 | 15 | 11 | 14 | 11 | 11 | 7  | 7  | 10 | 12 | 13 | 13 | 13 | 14 | 15 |
| El Nacional             | 15 | 11 | 13 | 12 | 15 | 15 | 16 | 16 | 15 | 16 | 16 | 16 | 16 | 15 | 16 |

### Resultados
- Los horarios corresponden al huso horario de Ecuador: (UTC-5).

| Mushuc Runa           | 3 - 2 Archivado el 16 de octubre de 2020 en Wayback Machine. | Independiente del Valle | Mushuc Runa COAC           | 14 de octubre | 11:15 | GolTV |
| Delfín                | 2 - 2 Archivado el 18 de octubre de 2020 en Wayback Machine. | Aucas                   | Jocay                      | 14 de octubre | 13:30 | GolTV |
| Liga de Quito         | 5 - 0 Archivado el 18 de octubre de 2020 en Wayback Machine. | Deportivo Cuenca        | Rodrigo Paz Delgado        | 14 de octubre | 16:00 | GolTV |
| Técnico Universitario | 0 - 2 Archivado el 17 de octubre de 2020 en Wayback Machine. | Barcelona               | Bellavista                 | 14 de octubre | 18:30 | GolTV |
| Emelec                | 1 - 0 Archivado el 29 de octubre de 2020 en Wayback Machine. | Orense                  | Banco del Pacífico-Capwell | 14 de octubre | 21:00 | GolTV |
| Olmedo                | 1 - 2 Archivado el 17 de octubre de 2020 en Wayback Machine. | Guayaquil City          | Fernando Guerrero          | 15 de octubre | 14:15 | GolTV |
| Liga de Portoviejo    | 3 - 0 Archivado el 17 de octubre de 2020 en Wayback Machine. | El Nacional             | Reales Tamarindos          | 15 de octubre | 16:30 | GolTV |
| Universidad Católica  | 2 - 1 Archivado el 17 de octubre de 2020 en Wayback Machine. | Macará                  | Olímpico Atahualpa         | 15 de octubre | 19:00 | GolTV |

| Aucas                   | 2 - 1 Archivado el 22 de octubre de 2020 en Wayback Machine.   | Técnico Universitario | Gonzalo Pozo Ripalda       | 17 de octubre | 14:30 | GolTV |
| Independiente del Valle | 3 - 2 Archivado el 18 de octubre de 2020 en Wayback Machine.   | Liga de Quito         | Olímpico Atahualpa         | 17 de octubre | 17:00 | GolTV |
| Barcelona               | 1 - 0 Archivado el 19 de octubre de 2020 en Wayback Machine.   | Delfín                | Monumental Banco Pichincha | 17 de octubre | 19:30 | GolTV |
| El Nacional             | 2 - 1 Archivado el 20 de octubre de 2020 en Wayback Machine.   | Mushuc Runa           | Olímpico Atahualpa         | 18 de octubre | 13:00 | GolTV |
| Orense                  | 1 - 1 Archivado el 18 de octubre de 2020 en Wayback Machine.   | Universidad Católica  | 9 de Mayo                  | 18 de octubre | 15:30 | GolTV |
| Macará                  | 1 - 0 Archivado el 19 de octubre de 2020 en Wayback Machine.   | Olmedo                | Bellavista                 | 18 de octubre | 18:00 | GolTV |
| Guayaquil City          | 1 - 0 Archivado el 29 de noviembre de 2020 en Wayback Machine. | Emelec                | Christian Benítez          | 19 de octubre | 15:30 | GolTV |
| Deportivo Cuenca        | 2 - 1 Archivado el 29 de noviembre de 2020 en Wayback Machine. | Liga de Portoviejo    | Alejandro Serrano Aguilar  | 19 de octubre | 18:00 | GolTV |

| Mushuc Runa           | 1 - 4 Archivado el 27 de octubre de 2020 en Wayback Machine. | Aucas                   | Mushuc Runa COAC           | 23 de octubre | 15:30 | GolTV |
| Universidad Católica  | 0 - 1 Archivado el 27 de octubre de 2020 en Wayback Machine. | Deportivo Cuenca        | Olímpico Atahualpa         | 23 de octubre | 19:00 | GolTV |
| Emelec                | 0 - 0 Archivado el 29 de octubre de 2020 en Wayback Machine. | Macará                  | Banco del Pacífico-Capwell | 24 de octubre | 15:30 | GolTV |
| Técnico Universitario | 1 - 1 Archivado el 27 de octubre de 2020 en Wayback Machine. | Delfín                  | Bellavista                 | 24 de octubre | 18:00 | GolTV |
| Liga de Quito         | 1 - 0 Archivado el 31 de octubre de 2020 en Wayback Machine. | El Nacional             | Rodrigo Paz Delgado        | 24 de octubre | 20:30 | GolTV |
| Olmedo                | 2 - 1 Archivado el 28 de octubre de 2020 en Wayback Machine. | Independiente del Valle | Fernando Guerrero          | 25 de octubre | 15:30 | GolTV |
| Liga de Portoviejo    | 0 - 2 Archivado el 29 de octubre de 2020 en Wayback Machine. | Barcelona               | Reales Tamarindos          | 25 de octubre | 18:00 | GolTV |
| Guayaquil City        | 1 - 1 Archivado el 30 de octubre de 2020 en Wayback Machine. | Orense                  | Christian Benítez          | 26 de octubre | 17:30 | GolTV |

| Deportivo Cuenca     | 0 - 0 Archivado el 25 de noviembre de 2020 en Wayback Machine. | El Nacional             | Alejandro Serrano Aguilar  | 30 de octubre  | 19:00 | GolTV |
| Mushuc Runa          | 0 - 1 Archivado el 4 de noviembre de 2020 en Wayback Machine.  | Técnico Universitario   | Mushuc Runa COAC           | 31 de octubre  | 13:15 | GolTV |
| Delfín               | 4 - 2 Archivado el 6 de noviembre de 2020 en Wayback Machine.  | Liga de Portoviejo      | Jocay                      | 31 de octubre  | 15:30 | GolTV |
| Universidad Católica | 3 - 1 Archivado el 25 de noviembre de 2020 en Wayback Machine. | Independiente del Valle | Olímpico Atahualpa         | 31 de octubre  | 18:00 | GolTV |
| Orense               | 2 - 1 Archivado el 2 de diciembre de 2020 en Wayback Machine.  | Olmedo                  | 9 de Mayo                  | 1 de noviembre | 13:00 | GolTV |
| Aucas                | 1 - 1 Archivado el 2 de diciembre de 2020 en Wayback Machine.  | Emelec                  | Gonzalo Pozo Ripalda       | 1 de noviembre | 15:15 | GolTV |
| Barcelona            | 2 - 2 Archivado el 30 de noviembre de 2020 en Wayback Machine. | Liga de Quito           | Monumental Banco Pichincha | 1 de noviembre | 18:00 | GolTV |
| Macará               | 1 - 1 Archivado el 10 de noviembre de 2020 en Wayback Machine. | Guayaquil City          | Bellavista                 | 2 de noviembre | 18:30 | GolTV |

| Macará                  | 0 - 3 Archivado el 30 de noviembre de 2020 en Wayback Machine. | Mushuc Runa           | Bellavista                 | 5 de noviembre | 16:30 | GolTV |
| Independiente del Valle | 2 - 1 Archivado el 13 de noviembre de 2020 en Wayback Machine. | Deportivo Cuenca      | Olímpico Atahualpa         | 5 de noviembre | 19:00 | GolTV |
| El Nacional             | 1 - 3 Archivado el 7 de noviembre de 2020 en Wayback Machine.  | Delfín                | Olímpico Atahualpa         | 6 de noviembre | 14:00 | GolTV |
| Liga de Quito           | 4 - 0 Archivado el 7 de noviembre de 2020 en Wayback Machine.  | Orense                | Rodrigo Paz Delgado        | 6 de noviembre | 16:30 | GolTV |
| Olmedo                  | 1 - 0 Archivado el 7 de noviembre de 2020 en Wayback Machine.  | Barcelona             | Fernando Guerrero          | 6 de noviembre | 19:00 | GolTV |
| Liga de Portoviejo      | 0 - 2 Archivado el 9 de noviembre de 2020 en Wayback Machine.  | Técnico Universitario | Reales Tamarindos          | 7 de noviembre | 16:30 | GolTV |
| Guayaquil City          | 4 - 2 Archivado el 8 de noviembre de 2020 en Wayback Machine.  | Aucas                 | Christian Benítez          | 7 de noviembre | 19:00 | GolTV |
| Emelec                  | 2 - 0 Archivado el 9 de noviembre de 2020 en Wayback Machine.  | Universidad Católica  | Banco del Pacífico-Capwell | 8 de noviembre | 18:00 | GolTV |

| Orense                | 1 - 1 Archivado el 10 de noviembre de 2020 en Wayback Machine. | Deportivo Cuenca        | 9 de Mayo                  | 10 de noviembre | 12:15 | GolTV |
| Técnico Universitario | 1 - 0 Archivado el 13 de noviembre de 2020 en Wayback Machine. | El Nacional             | Bellavista                 | 10 de noviembre | 14:30 | GolTV |
| Delfín                | 1 - 2 Archivado el 12 de noviembre de 2020 en Wayback Machine. | Macará                  | Jocay                      | 10 de noviembre | 16:45 | GolTV |
| Barcelona             | 2 - 0 Archivado el 12 de noviembre de 2020 en Wayback Machine. | Independiente del Valle | Monumental Banco Pichincha | 10 de noviembre | 19:00 | GolTV |
| Aucas                 | 3 - 3 Archivado el 11 de noviembre de 2020 en Wayback Machine. | Olmedo                  | Gonzalo Pozo Ripalda       | 11 de noviembre | 12:15 | GolTV |
| Mushuc Runa           | 1 - 2 Archivado el 11 de noviembre de 2020 en Wayback Machine. | Liga de Quito           | Mushuc Runa COAC           | 11 de noviembre | 14:30 | GolTV |
| Universidad Católica  | 2 - 1 Archivado el 12 de noviembre de 2020 en Wayback Machine. | Guayaquil City          | Olímpico Atahualpa         | 11 de noviembre | 16:45 | GolTV |
| Liga de Portoviejo    | 0 - 6 Archivado el 12 de noviembre de 2020 en Wayback Machine. | Emelec                  | Reales Tamarindos          | 11 de noviembre | 19:00 | GolTV |

| Deportivo Cuenca        | 2 - 1 Archivado el 16 de noviembre de 2020 en Wayback Machine. | Delfín                | Alejandro Serrano Aguilar  | 13 de noviembre | 19:00 | GolTV |
| Guayaquil City          | 3 - 2 Archivado el 14 de noviembre de 2020 en Wayback Machine. | Mushuc Runa           | Christian Benítez          | 14 de noviembre | 13:00 | GolTV |
| Macará                  | 0 - 1 Archivado el 15 de noviembre de 2020 en Wayback Machine. | Orense                | Bellavista                 | 14 de noviembre | 18:15 | GolTV |
| Liga de Quito           | 4 - 1 Archivado el 15 de noviembre de 2020 en Wayback Machine. | Aucas                 | Rodrigo Paz Delgado        | 14 de noviembre | 20:30 | GolTV |
| Olmedo                  | 2 - 1 Archivado el 15 de noviembre de 2020 en Wayback Machine. | Universidad Católica  | Fernando Guerrero          | 15 de noviembre | 12:15 | GolTV |
| Independiente del Valle | 2 - 3 Archivado el 16 de noviembre de 2020 en Wayback Machine. | Liga de Portoviejo    | Olímpico Atahualpa         | 15 de noviembre | 14:30 | GolTV |
| Emelec                  | 1 - 1 Archivado el 15 de noviembre de 2020 en Wayback Machine. | Técnico Universitario | Banco del Pacífico-Capwell | 15 de noviembre | 16:45 | GolTV |
| El Nacional             | 1 - 1 Archivado el 16 de noviembre de 2020 en Wayback Machine. | Barcelona             | Olímpico Atahualpa         | 15 de noviembre | 19:00 | GolTV |

| Aucas                 | 3 - 3 Archivado el 27 de noviembre de 2020 en Wayback Machine. | Independiente del Valle | Gonzalo Pozo Ripalda       | 18 de noviembre | 12:15 | GolTV |
| Delfín                | 1 - 1 Archivado el 30 de noviembre de 2020 en Wayback Machine. | Guayaquil City          | Jocay                      | 18 de noviembre | 14:30 | GolTV |
| Técnico Universitario | 0 - 1 Archivado el 26 de noviembre de 2020 en Wayback Machine. | Macará                  | Bellavista                 | 18 de noviembre | 16:45 | GolTV |
| Liga de Quito         | 1 - 2 Archivado el 19 de noviembre de 2020 en Wayback Machine. | Emelec                  | Rodrigo Paz Delgado        | 18 de noviembre | 19:00 | GolTV |
| Mushuc Runa           | 1 - 1 Archivado el 27 de noviembre de 2020 en Wayback Machine. | Olmedo                  | Mushuc Runa COAC           | 19 de noviembre | 12:15 | GolTV |
| El Nacional           | 0 - 2 Archivado el 28 de noviembre de 2020 en Wayback Machine. | Universidad Católica    | Olímpico Atahualpa         | 19 de noviembre | 14:30 | GolTV |
| Liga de Portoviejo    | 1 - 2 Archivado el 28 de noviembre de 2020 en Wayback Machine. | Orense                  | Reales Tamarindos          | 19 de noviembre | 16:45 | GolTV |
| Barcelona             | 2 - 0 Archivado el 28 de noviembre de 2020 en Wayback Machine. | Deportivo Cuenca        | Monumental Banco Pichincha | 19 de noviembre | 19:00 | GolTV |

| Independiente del Valle | 1 - 0 Archivado el 27 de noviembre de 2020 en Wayback Machine. | Técnico Universitario | Olímpico Atahualpa         | 21 de noviembre | 17:30 | GolTV |
| Guayaquil City          | 1 - 1 Archivado el 22 de noviembre de 2020 en Wayback Machine. | Liga de Quito         | Christian Benítez          | 21 de noviembre | 20:00 | GolTV |
| Olmedo                  | 1 - 2 Archivado el 27 de noviembre de 2020 en Wayback Machine. | El Nacional           | Fernando Guerrero          | 22 de noviembre | 13:15 | GolTV |
| Deportivo Cuenca        | 3 - 3 Archivado el 27 de noviembre de 2020 en Wayback Machine. | Aucas                 | Alejandro Serrano Aguilar  | 22 de noviembre | 15:30 | GolTV |
| Emelec                  | 3 - 2 Archivado el 22 de noviembre de 2020 en Wayback Machine. | Delfín                | Banco del Pacífico-Capwell | 22 de noviembre | 18:00 | GolTV |
| Universidad Católica    | 1 - 1 Archivado el 26 de noviembre de 2020 en Wayback Machine. | Mushuc Runa           | Olímpico Atahualpa         | 23 de noviembre | 13:00 | GolTV |
| Orense                  | 0 - 0 Archivado el 26 de noviembre de 2020 en Wayback Machine. | Barcelona             | 9 de Mayo                  | 23 de noviembre | 15:30 | GolTV |
| Macará                  | 1 - 0 Archivado el 28 de noviembre de 2020 en Wayback Machine. | Liga de Portoviejo    | Bellavista                 | 23 de noviembre | 18:00 | GolTV |

| Liga de Quito         | 3 - 0 Archivado el 28 de noviembre de 2020 en Wayback Machine. | Olmedo                  | Rodrigo Paz Delgado        | 27 de noviembre | 16:30     | GolTV     |
| Mushuc Runa           | 2 - 3 Archivado el 28 de noviembre de 2020 en Wayback Machine. | Emelec                  | Bellavista                 | 27 de noviembre | 19:00     | GolTV     |
| Técnico Universitario | 1 - 1 Archivado el 13 de diciembre de 2020 en Wayback Machine. | Deportivo Cuenca        | Bellavista                 | 28 de noviembre | 15:30     | GolTV     |
| Delfín                | 1 - 0 Archivado el 11 de diciembre de 2020 en Wayback Machine. | Independiente del Valle | Jocay                      | 28 de noviembre | 18:00     | GolTV     |
| Aucas                 | 4 - 1 Archivado el 10 de diciembre de 2020 en Wayback Machine. | Orense                  | Gonzalo Pozo Ripalda       | 29 de noviembre | 13:00     | GolTV     |
| Liga de Portoviejo    | 2 - 1 Archivado el 11 de diciembre de 2020 en Wayback Machine. | Universidad Católica    | Reales Tamarindos          | 29 de noviembre | 15:30     | GolTV     |
| Barcelona             | 3 - 0 Archivado el 30 de noviembre de 2020 en Wayback Machine. | Macará                  | Monumental Banco Pichincha | 29 de noviembre | 18:00     | GolTV     |
| El Nacional           | 0 - 3 Archivado el 9 de diciembre de 2020 en Wayback Machine.  | Guayaquil City          | Cancelado                  | Cancelado       | Cancelado | Cancelado |

| Olmedo                  | 0 - 0 Archivado el 19 de enero de 2021 en Wayback Machine.                                              | Técnico Universitario | Fernando Guerrero          | 4 de diciembre | 16:30 | GolTV |
| Deportivo Cuenca        | 1 - 0 Archivado el 5 de diciembre de 2020 en Wayback Machine.                                           | Mushuc Runa           | Alejandro Serrano Aguilar  | 4 de diciembre | 19:00 | GolTV |
| Orense                  | 1 - 1 Archivado el 22 de enero de 2021 en Wayback Machine.                                              | Delfín                | 9 de Mayo                  | 5 de diciembre | 15:15 | GolTV |
| Macará                  | 2 - 1 (enlace roto disponible en Internet Archive; véase el historial, la primera versión y la última). | Aucas                 | Bellavista                 | 5 de diciembre | 17:30 | GolTV |
| Universidad Católica    | 2 - 0 (enlace roto disponible en Internet Archive; véase el historial, la primera versión y la última). | Liga de Quito         | Olímpico Atahualpa         | 5 de diciembre | 20:00 | GolTV |
| Independiente del Valle | 2 - 0 Archivado el 21 de enero de 2021 en Wayback Machine.                                              | El Nacional           | Olímpico Atahualpa         | 6 de diciembre | 13:45 | GolTV |
| Guayaquil City          | 3 - 1 Archivado el 7 de diciembre de 2020 en Wayback Machine.                                           | Liga de Portoviejo    | Christian Benítez          | 6 de diciembre | 16:00 | GolTV |
| Emelec                  | 1 - 1 Archivado el 7 de diciembre de 2020 en Wayback Machine.                                           | Barcelona             | Banco del Pacífico-Capwell | 6 de diciembre | 19:00 | GolTV |

| Mushuc Runa             | 0 - 0 Archivado el 23 de enero de 2021 en Wayback Machine.     | Orense               | Mushuc Runa COAC           | 8 de diciembre | 13:15 | GolTV |
| Deportivo Cuenca        | 2 - 1 Archivado el 22 de noviembre de 2020 en Wayback Machine. | Macará               | Alejandro Serrano Aguilar  | 8 de diciembre | 15:30 | GolTV |
| Técnico Universitario   | 1 - 0 Archivado el 16 de enero de 2021 en Wayback Machine.     | Universidad Católica | Bellavista                 | 8 de diciembre | 17:45 | GolTV |
| Delfín                  | 3 - 1 Archivado el 24 de enero de 2021 en Wayback Machine.     | Olmedo               | Jocay                      | 8 de diciembre | 20:00 | GolTV |
| El Nacional             | 2 - 2 Archivado el 26 de enero de 2021 en Wayback Machine.     | Aucas                | Olímpico Atahualpa         | 9 de diciembre | 12:30 | GolTV |
| Liga de Quito           | 1 - 1 Archivado el 25 de enero de 2021 en Wayback Machine.     | Liga de Portoviejo   | Rodrigo Paz Delgado        | 9 de diciembre | 15:00 | GolTV |
| Independiente del Valle | 3 - 0 Archivado el 16 de enero de 2021 en Wayback Machine.     | Emelec               | Olímpico Atahualpa         | 9 de diciembre | 17:30 | GolTV |
| Barcelona               | 2 - 0 Archivado el 16 de enero de 2021 en Wayback Machine.     | Guayaquil City       | Monumental Banco Pichincha | 9 de diciembre | 20:00 | GolTV |

| Olmedo               | 1 - 1 Archivado el 25 de enero de 2021 en Wayback Machine.     | Deportivo Cuenca        | Fernando Guerrero          | 11 de diciembre | 16:30 | GolTV |
| Universidad Católica | 0 - 0 Archivado el 27 de enero de 2021 en Wayback Machine.     | Delfín                  | Olímpico Atahualpa         | 11 de diciembre | 19:00 | GolTV |
| Orense               | 1 - 0 Archivado el 26 de enero de 2021 en Wayback Machine.     | Técnico Universitario   | 9 de Mayo                  | 12 de diciembre | 15:30 | GolTV |
| Liga de Portoviejo   | 0 - 0 Archivado el 18 de enero de 2021 en Wayback Machine.     | Mushuc Runa             | Reales Tamarindos          | 12 de diciembre | 18:00 | GolTV |
| Emelec               | 3 - 0 Archivado el 13 de diciembre de 2020 en Wayback Machine. | El Nacional             | Banco del Pacífico-Capwell | 12 de diciembre | 20:30 | GolTV |
| Macará               | 3 - 4 Archivado el 19 de enero de 2021 en Wayback Machine.     | Liga de Quito           | Bellavista                 | 13 de diciembre | 14:00 | GolTV |
| Guayaquil City       | 0 - 2 Archivado el 27 de enero de 2021 en Wayback Machine.     | Independiente del Valle | Christian Benítez          | 13 de diciembre | 16:30 | GolTV |
| Aucas                | 2 - 1 Archivado el 26 de enero de 2021 en Wayback Machine.     | Barcelona               | Gonzalo Pozo Ripalda       | 13 de diciembre | 19:00 | GolTV |

| Deportivo Cuenca        | 2 - 1 Archivado el 24 de enero de 2021 en Wayback Machine.                                              | Emelec               | Alejandro Serrano Aguilar  | 16 de diciembre | 19:00 | GolTV |
| Técnico Universitario   | 0 - 0 Archivado el 27 de enero de 2021 en Wayback Machine.                                              | Guayaquil City       | Bellavista                 | 16 de diciembre | 19:00 | GolTV |
| Delfín                  | 2 - 0 Archivado el 25 de enero de 2021 en Wayback Machine.                                              | Liga de Quito        | Jocay                      | 16 de diciembre | 19:00 | GolTV |
| Barcelona               | 3 - 0 Archivado el 24 de enero de 2021 en Wayback Machine.                                              | Mushuc Runa          | Monumental Banco Pichincha | 16 de diciembre | 19:00 | GolTV |
| Aucas                   | 1 - 1 Archivado el 24 de enero de 2021 en Wayback Machine.                                              | Universidad Católica | Gonzalo Pozo Ripalda       | 17 de diciembre | 19:00 | GolTV |
| El Nacional             | 2 - 1 Archivado el 25 de enero de 2021 en Wayback Machine.                                              | Macará               | Olímpico Atahualpa         | 17 de diciembre | 19:00 | GolTV |
| Olmedo                  | 1 - 3 Archivado el 26 de enero de 2021 en Wayback Machine.                                              | Liga de Portoviejo   | Fernando Guerrero          | 17 de diciembre | 19:00 | GolTV |
| Independiente del Valle | 4 - 0 (enlace roto disponible en Internet Archive; véase el historial, la primera versión y la última). | Orense               | Rodrigo Paz Delgado        | 17 de diciembre | 19:00 | GolTV |

| Guayaquil City       | 2 - 1 Archivado el 20 de diciembre de 2020 en Wayback Machine. | Deportivo Cuenca        | Christian Benítez          | 19 de diciembre | 15:30 | GolTV |
| Mushuc Runa          | 2 - 0 Archivado el 8 de enero de 2021 en Wayback Machine.      | Delfín                  | Mushuc Runa COAC           | 19 de diciembre | 15:30 | GolTV |
| Orense               | 1 - 0 Archivado el 21 de diciembre de 2020 en Wayback Machine. | El Nacional             | 9 de Mayo                  | 20 de diciembre | 15:30 | GolTV |
| Liga de Portoviejo   | 3 - 2 Archivado el 21 de diciembre de 2020 en Wayback Machine. | Aucas                   | Reales Tamarindos          | 20 de diciembre | 15:30 | GolTV |
| Universidad Católica | 0 - 0 Archivado el 21 de diciembre de 2020 en Wayback Machine. | Barcelona               | Olímpico Atahualpa         | 20 de diciembre | 19:00 | GolTV |
| Macará               | 1 - 0 Archivado el 8 de enero de 2021 en Wayback Machine.      | Independiente del Valle | Bellavista                 | 20 de diciembre | 19:00 | GolTV |
| Liga de Quito        | 1 - 2 Archivado el 8 de enero de 2021 en Wayback Machine.      | Técnico Universitario   | Rodrigo Paz Delgado        | 20 de diciembre | 19:00 | GolTV |
| Emelec               | 4 - 1 Archivado el 8 de enero de 2021 en Wayback Machine.      | Olmedo                  | Banco del Pacífico-Capwell | 20 de diciembre | 19:00 | GolTV |

## Tabla acumulada

### Clasificación
| Pos. | Equipo                  | Pts. | PJ | G  | E  | P  | GF | GC | Dif. |  |
| ---- | ----------------------- | ---- | -- | -- | -- | -- | -- | -- | ---- |  |
| 1    | Liga de Quito           | 59   | 30 | 18 | 5  | 7  | 60 | 33 | +27  |  |
| 2    | Barcelona (C)           | 58   | 30 | 16 | 10 | 4  | 45 | 20 | +25  |  |
| 3    | Independiente del Valle | 54   | 30 | 16 | 6  | 8  | 62 | 43 | +19  |  |
| 4    | Universidad Católica    | 51   | 30 | 14 | 9  | 7  | 48 | 28 | +20  |  |
| 5    | Emelec                  | 44   | 30 | 12 | 8  | 10 | 48 | 37 | +11  |  |
| 6    | Guayaquil City          | 44   | 30 | 12 | 8  | 10 | 40 | 40 | 0    |  |
| 7    | Macará                  | 44   | 30 | 12 | 8  | 10 | 37 | 37 | 0    |  |
| 8    | Aucas                   | 42   | 30 | 11 | 9  | 10 | 59 | 55 | +4   |  |
| 9    | Técnico Universitario   | 42   | 30 | 11 | 9  | 10 | 28 | 27 | +1   |  |
| 10   | Delfín                  | 38   | 30 | 10 | 8  | 12 | 39 | 41 | −2   |  |
| 11   | Mushuc Runa             | 31   | 30 | 8  | 7  | 15 | 33 | 45 | −12  |  |
| 12   | Deportivo Cuenca        | 31   | 30 | 7  | 10 | 13 | 34 | 51 | −17  |  |
| 13   | Orense                  | 31   | 30 | 6  | 13 | 11 | 27 | 46 | −19  |  |
| 14   | Olmedo                  | 30   | 30 | 8  | 6  | 16 | 42 | 56 | −14  |  |
| 15   | Liga de Portoviejo (D)  | 30   | 30 | 8  | 6  | 16 | 39 | 59 | −20  |  |
| 16   | El Nacional (D)         | 26   | 30 | 6  | 8  | 16 | 26 | 49 | −23  |  |

 Fuente: LigaPro
|  | Clasificados a la fase de grupos de Copa Libertadores 2021.             |
|  | Clasificado a la segunda fase clasificatoria de Copa Libertadores 2021. |
|  | Clasificado a la primera fase clasificatoria de Copa Libertadores 2021. |
|  | Clasificado a la primera fase de Copa Sudamericana 2021.                |
|  | Descendidos a la Serie B 2021.                                          |

### Evolución de la clasificación
| Equipo                  | 01 | 02 | 03 | 04 | 05 | 06 | 07 | 08 | 09 | 10 | 11 | 12 | 13 | 14 | 15 | 16 | 17 | 18 | 19 | 20 | 21 | 22 | 23 | 24 | 25 | 26 | 27 | 28 | 29 | 30 |
| ----------------------- | -- | -- | -- | -- | -- | -- | -- | -- | -- | -- | -- | -- | -- | -- | -- | -- | -- | -- | -- | -- | -- | -- | -- | -- | -- | -- | -- | -- | -- | -- |
| Liga de Quito           | 3  | 9  | 4  | 1  | 1  | 1  | 1  | 1  | 1  | 1  | 1  | 2  | 1  | 1  | 1  | 1  | 1  | 1  | 1  | 1  | 1  | 1  | 1  | 1  | 1  | 1  | 1  | 1  | 1  | 1  |
| Barcelona               | 11 | 7  | 7  | 7  | 6  | 4  | 2  | 4  | 4  | 4  | 3  | 3  | 4  | 4  | 4  | 4  | 4  | 2  | 2  | 2  | 2  | 2  | 2  | 2  | 2  | 2  | 2  | 2  | 2  | 2  |
| Independiente del Valle | 4  | 2  | 6  | 6  | 4  | 5  | 3  | 3  | 3  | 3  | 4  | 1  | 2  | 2  | 2  | 3  | 3  | 4  | 4  | 4  | 4  | 4  | 4  | 4  | 4  | 4  | 4  | 3  | 3  | 3  |
| Universidad Católica    | 8  | 3  | 1  | 2  | 2  | 2  | 4  | 2  | 2  | 2  | 2  | 4  | 3  | 3  | 3  | 2  | 2  | 3  | 3  | 3  | 3  | 3  | 3  | 3  | 3  | 3  | 3  | 4  | 4  | 4  |
| Emelec                  | 6  | 11 | 14 | 10 | 13 | 8  | 12 | 8  | 10 | 12 | 12 | 10 | 10 | 10 | 12 | 10 | 10 | 10 | 10 | 10 | 9  | 9  | 9  | 6  | 6  | 7  | 7  | 5  | 6  | 5  |
| Guayaquil City          | 1  | 1  | 5  | 5  | 5  | 6  | 7  | 7  | 8  | 9  | 10 | 11 | 11 | 14 | 9  | 8  | 7  | 7  | 8  | 8  | 8  | 8  | 8  | 8  | 8  | 6  | 6  | 8  | 7  | 6  |
| Macará                  | 9  | 5  | 3  | 4  | 7  | 7  | 5  | 5  | 6  | 6  | 6  | 6  | 7  | 6  | 5  | 5  | 5  | 6  | 6  | 6  | 6  | 7  | 5  | 5  | 5  | 5  | 5  | 7  | 8  | 7  |
| Aucas                   | 15 | 15 | 11 | 15 | 16 | 11 | 8  | 9  | 7  | 7  | 7  | 7  | 6  | 7  | 6  | 6  | 6  | 5  | 5  | 5  | 5  | 6  | 6  | 7  | 7  | 8  | 8  | 6  | 5  | 8  |
| Técnico Universitario   | 10 | 4  | 2  | 3  | 3  | 3  | 6  | 6  | 5  | 5  | 5  | 5  | 5  | 5  | 7  | 7  | 8  | 8  | 7  | 7  | 7  | 5  | 7  | 9  | 9  | 9  | 9  | 9  | 9  | 9  |
| Delfín                  | 2  | 10 | 12 | 14 | 8  | 9  | 9  | 11 | 9  | 11 | 8  | 9  | 8  | 8  | 8  | 11 | 11 | 12 | 9  | 9  | 10 | 11 | 11 | 11 | 10 | 10 | 10 | 10 | 10 | 10 |
| Mushuc Runa             | 12 | 12 | 16 | 16 | 10 | 15 | 11 | 13 | 11 | 8  | 9  | 8  | 9  | 9  | 10 | 9  | 9  | 9  | 11 | 11 | 12 | 12 | 12 | 12 | 12 | 12 | 12 | 12 | 13 | 11 |
| Deportivo Cuenca        | 14 | 8  | 10 | 11 | 9  | 13 | 16 | 16 | 15 | 14 | 15 | 15 | 16 | 16 | 16 | 16 | 16 | 15 | 16 | 16 | 15 | 15 | 15 | 15 | 16 | 14 | 13 | 14 | 11 | 12 |
| Orense                  | 7  | 13 | 9  | 9  | 12 | 12 | 14 | 14 | 13 | 15 | 16 | 16 | 15 | 15 | 15 | 15 | 15 | 16 | 15 | 15 | 14 | 14 | 13 | 13 | 13 | 13 | 14 | 13 | 14 | 13 |
| Olmedo                  | 16 | 16 | 13 | 13 | 14 | 10 | 13 | 15 | 16 | 13 | 13 | 13 | 14 | 11 | 11 | 12 | 12 | 11 | 12 | 12 | 11 | 10 | 10 | 10 | 11 | 11 | 11 | 11 | 12 | 14 |
| Liga de Portoviejo      | 13 | 14 | 15 | 12 | 15 | 14 | 10 | 12 | 14 | 16 | 14 | 14 | 13 | 13 | 14 | 13 | 14 | 14 | 14 | 14 | 16 | 16 | 16 | 16 | 15 | 16 | 16 | 15 | 15 | 15 |
| El Nacional             | 5  | 6  | 8  | 8  | 11 | 16 | 15 | 10 | 12 | 10 | 11 | 12 | 12 | 12 | 13 | 14 | 13 | 13 | 13 | 13 | 13 | 13 | 14 | 14 | 14 | 15 | 15 | 16 | 16 | 16 |

| 1. 2. |

### Tabla de resultados cruzados
| Local \ Visitante       | AUC | BSC | DEL | CUE | NAC | EME | GCY | IDV | LDP | LDQ | MAC | MSR | OLM | ORE | TEC | UCT |
| ----------------------- | --- | --- | --- | --- | --- | --- | --- | --- | --- | --- | --- | --- | --- | --- | --- | --- |
| Aucas                   | —   | 2–1 | 1–2 | 2–0 | 2–0 | 1–1 | 3–1 | 3–3 | 4–1 | 2–0 | 1–0 | 3–0 | 3–3 | 4–1 | 2–1 | 1–1 |
| Barcelona               | 4–2 | —   | 1–0 | 2–0 | 0–0 | 2–1 | 2–0 | 2–0 | 1–1 | 2–2 | 3–0 | 3–0 | 3–1 | 1–0 | 0–0 | 1–0 |
| Delfín                  | 2–2 | 1–2 | —   | 2–1 | 2–1 | 2–0 | 1–1 | 1–0 | 4–2 | 2–0 | 1–2 | 2–1 | 3–1 | 0–0 | 0–2 | 0–0 |
| Deportivo Cuenca        | 3–3 | 0–3 | 2–1 | —   | 0–0 | 2–1 | 1–1 | 1–3 | 2–1 | 1–2 | 2–1 | 1–0 | 0–3 | 2–2 | 2–2 | 1–2 |
| El Nacional             | 2–2 | 1–1 | 1–3 | 1–1 | —   | 2–1 | 0–3 | 2–4 | 2–1 | 0–3 | 2–1 | 2–1 | 3–2 | 2–2 | 0–1 | 0–2 |
| Emelec                  | 4–0 | 1–1 | 3–2 | 2–0 | 3–0 | —   | 1–2 | 2–2 | 2–1 | 1–1 | 0–0 | 2–0 | 4–1 | 1–0 | 1–1 | 2–0 |
| Guayaquil City          | 4–2 | 2–1 | 0–0 | 2–1 | 2–1 | 1–0 | —   | 0–2 | 3–1 | 1–1 | 1–1 | 3–2 | 4–1 | 1–1 | 1–0 | 1–3 |
| Independiente del Valle | 1–1 | 1–1 | 4–2 | 2–1 | 2–0 | 3–0 | 3–0 | —   | 2–3 | 3–2 | 4–4 | 2–1 | 1–2 | 4–0 | 1–0 | 2–2 |
| Liga de Portoviejo      | 3–2 | 0–2 | 2–1 | 2–4 | 3–0 | 0–6 | 3–1 | 1–2 | —   | 1–1 | 2–2 | 0–0 | 2–1 | 1–2 | 0–2 | 2–1 |
| Liga de Quito           | 4–1 | 2–1 | 1–0 | 5–0 | 1–0 | 1–2 | 2–0 | 2–3 | 1–1 | —   | 1–0 | 2–0 | 3–0 | 4–0 | 1–2 | 2–1 |
| Macará                  | 2–1 | 1–1 | 5–1 | 2–1 | 1–0 | 1–0 | 1–1 | 1–0 | 1–0 | 3–4 | —   | 0–3 | 1–0 | 0–1 | 0–0 | 1–1 |
| Mushuc Runa             | 1–4 | 1–2 | 2–0 | 1–1 | 1–1 | 2–3 | 2–1 | 3–2 | 1–0 | 1–2 | 2–0 | —   | 1–1 | 0–0 | 0–1 | 1–2 |
| Olmedo                  | 3–2 | 1–0 | 2–0 | 1–1 | 1–2 | 1–1 | 1–2 | 2–1 | 1–3 | 2–3 | 1–2 | 1–2 | —   | 2–2 | 0–0 | 2–1 |
| Orense                  | 2–2 | 0–0 | 1–1 | 1–1 | 1–0 | 2–2 | 1–0 | 1–3 | 1–1 | 1–2 | 1–2 | 0–2 | 2–1 | —   | 1–0 | 1–1 |
| Técnico Universitario   | 2–0 | 0–2 | 1–1 | 1–1 | 1–0 | 2–0 | 0–0 | 0–1 | 3–1 | 0–5 | 0–1 | 1–1 | 1–3 | 2–0 | —   | 1–0 |
| Universidad Católica    | 3–1 | 0–0 | 0–0 | 0–1 | 1–1 | 4–1 | 2–1 | 3–1 | 4–0 | 2–0 | 2–1 | 1–1 | 3–1 | 4–0 | 2–1 | —   |

## Tercera etapa

### Final
| Equipo                       | Método de clasificación     |
| ---------------------------- | --------------------------- |
| Liga Deportiva Universitaria | Ganador de la Primera etapa |
| Barcelona Sporting Club      | Ganador de la Segunda etapa |

- Los horarios corresponden a la hora de Ecuador (UTC-5).[94][95][96]

#### Ida
| 23 de diciembre de 2020, 20:15 | Barcelona | 1:1 (0:1)                                         | Liga de Quito | Estadio Monumental Banco Pichincha, Guayaquil                          |                                                                        |
|                                | Álvez 50' | LigaPro Reporte Ecuagol Reporte Soccerway Reporte | Julio 45+4'   | Asistencia: 0 espectadores Árbitro(s): Augusto Aragón VAR: Carlos Orbe | Asistencia: 0 espectadores Árbitro(s): Augusto Aragón VAR: Carlos Orbe |

#### Vuelta
| 29 de diciembre de 2020, 20:15 | Liga de Quito                       | 0:0 (1:3 p.)(Global 1:1)                          | Barcelona            | Estadio Rodrigo Paz Delgado, Quito                                         |                                                                            |
|                                |                                     | LigaPro Reporte Ecuagol Reporte Soccerway Reporte |                      | Asistencia: 0 espectadores Árbitro(s): Guillermo Guerrero VAR: Carlos Orbe | Asistencia: 0 espectadores Árbitro(s): Guillermo Guerrero VAR: Carlos Orbe |
|                                |                                     | Tiros desde el punto penal                        |                      |                                                                            |                                                                            |
|                                | Alcívar · Guerra · Piovi · Martínez |                                                   | Álvez · Oyola · Díaz |                                                                            |                                                                            |

- Barcelona empató 1 - 1 en el marcador global y ganó 3 - 1 en los tiros desde el punto penal.

|                                             |
|                                             |
| Campeón Barcelona Sporting Club 16.º título |

## Clasificación a torneos Conmebol

### Copa Libertadores 2021
| Equipo                  | Clasificado como | Método de clasificación               |
| ----------------------- | ---------------- | ------------------------------------- |
| Barcelona               | Ecuador 1        | Campeón de la LigaPro Serie A 2020    |
| Liga de Quito           | Ecuador 2        | Subcampeón de la LigaPro Serie A 2020 |
| Independiente del Valle | Ecuador 3        | 3.° puesto de la tabla acumulada      |
| Universidad Católica    | Ecuador 4        | 4.° puesto de la tabla acumulada      |
|                         |                  |                                       |

### Copa Sudamericana 2021
| Equipo         | Clasificado como | Método de clasificación          |
| -------------- | ---------------- | -------------------------------- |
| Emelec         | Ecuador 1        | 5.° puesto de la tabla acumulada |
| Guayaquil City | Ecuador 2        | 6.° puesto de la tabla acumulada |
| Macará         | Ecuador 3        | 7.° puesto de la tabla acumulada |
| Aucas          | Ecuador 4        | 8.° puesto de la tabla acumulada |
|                |                  |                                  |

## Goleadores
- Actualizado el 29 de diciembre de 2020.

| Pos. | Jugador                | Equipo                  | Goles | Partidos | Promedio | Minutos | Penalti |
| ---- | ---------------------- | ----------------------- | ----- | -------- | -------- | ------- | ------- |
| 1    | Cristian Martínez      | Liga de Quito           | 24    | 30       | 0.80     | 2072    | 3       |
| 2    | Gabriel Torres         | Independiente del Valle | 16    | 23       | 0.70     | 1476    | 1       |
| 3    | Víctor Figueroa        | Aucas                   | 14    | 29       | 0.48     | 2504    | 4       |
| 4    | Francisco Fydriszewski | Liga de Portoviejo      | 13    | 28       | 0.46     | 2479    | -       |
| 5    | José Cevallos          | Emelec                  | 13    | 30       | 0.43     | 1734    | 2       |
| 6    | Gonzalo Mastriani      | Guayaquil City          | 11    | 26       | 0.42     | 2095    | 3       |
| 7    | Sebastián Herrera      | Macará                  | 11    | 30       | 0.37     | 1914    | 2       |
| 8    | Muriel Orlando         | Mushuc Runa             | 11    | 30       | 0.37     | 2641    | 3       |
| 9    | Damián Díaz            | Barcelona               | 10    | 24       | 0.42     | 1970    | 2       |
| 10   | Facundo Barceló        | Emelec                  | 10    | 25       | 0.40     | 1560    | 3       |

### Tripletes, pokers o más
- Actualizado el 29 de diciembre de 2020.

| Fecha      | Jugador           | Goles                  | Local              | Resultado | Visitante |
| ---------- | ----------------- | ---------------------- | ------------------ | --------- | --------- |
| 4/10/2020  | Sebastián Herrera | 15' · 20' · 54'        | Macará             | 5 – 1     | Delfín    |
| 11/11/2020 | Facundo Barceló   | 9' · 30' · 86' · 90+1' | Liga de Portoviejo | 0 – 6     | Emelec    |
| 14/11/2020 | Cristian Martínez | 5' · 53' · 81'         | Liga de Quito      | 4 – 1     | Aucas     |
| 20/12/2020 | José Cevallos     | 6' · 32' · 38'         | Emelec             | 4 – 1     | Olmedo    |

### Autogoles
- Actualizado el 29 de diciembre de 2020.

| Fecha      | Jugador             | Goles | Local                   |  | Resultado |  | Visitante          |
| ---------- | ------------------- | ----- | ----------------------- |  | --------- |  | ------------------ |
| 22/2/2020  | Andrés García       | 14'   | Universidad Católica    |  | 4 - 0     |  | Orense             |
| 1/3/2020   | Aníbal Leguizamón   | 45'   | Macará                  |  | 1 - 0     |  | Emelec             |
| 8/3/2020   | Alejandro Manchot   | 21'   | Emelec                  |  | 4 - 0     |  | Aucas              |
| 26/8/2020  | Aníbal Leguizamón   | 86'   | Emelec                  |  | 2 - 1     |  | Liga de Portoviejo |
| 28/8/2020  | Galo Corozo         | 14'   | Aucas                   |  | 1 - 0     |  | Macará             |
| 2/9/2020   | Jean Peña           | 53'   | El Nacional             |  | 2 - 1     |  | Emelec             |
| 7/9/2020   | George Pardo        | 90+1' | Técnico Universitario   |  | 2 - 0     |  | Orense             |
| 23/10/2020 | Carlos Cuero        | 90+1' | Mushuc Runa             |  | 1 - 4     |  | Aucas              |
| 8/12/2020  | Santiago Mallitasig | 7'    | Delfín                  |  | 3 - 1     |  | Olmedo             |
| 9/12/2020  | Kevin Ushiña        | 7'    | Liga de Quito           |  | 1 - 1     |  | Liga de Portoviejo |
| 17/12/2020 | Joaquín Lencinas    | 50'   | Independiente del Valle |  | 4 - 0     |  | Orense             |
| 17/12/2020 | Tomson Minda        | 29'   | El Nacional             |  | 2 - 1     |  | Macará             |
| 20/12/2020 | Ronal de Jesús      | 68'   | Orense                  |  | 1 - 0     |  | El Nacional        |

## Máximos asistentes
- Actualizado el 23 de diciembre de 2020.

| Jugador            | Equipo                  | Asistencias | Minutos |
| ------------------ | ----------------------- | ----------- | ------- |
| 1. Víctor Figueroa | Aucas                   | 13          | 2504    |
| 2. Ignacio Herrera | Mushuc Runa             | 9           | 2330    |
| 3. Damián Díaz     | Barcelona               | 9           | 1970    |
| 4. Júnior Sornoza  | Liga de Quito           | 7           | 1968    |
| 5. Pedro Perlaza   | Liga de Quito           | 7           | 2002    |
| 6. Ángel Gracia    | Guayaquil City          | 7           | 2268    |
| 7. Miguel Segura   | Olmedo                  | 6           | 1827    |
| 8. Kevin Mina      | Olmedo                  | 5           | 687     |
| 9. Walter Chalá    | Universidad Católica    | 5           | 925     |
| 10. Jacob Murillo  | Independiente del Valle | 5           | 1479    |

## Estadísticas

### Equipo Ideal
Al final de la temporada se anunció al conjunto de jugadores más destacados.
| Pos.           | Jugador                 | Equipo                       |
| -------------- | ----------------------- | ---------------------------- |
| Guardameta     | Javier Burrai           | Barcelona                    |
| Defensa        | Byron Castillo          | Barcelona                    |
| Defensa        | Williams Riveros        | Barcelona                    |
| Defensa        | Moisés Corozo           | Liga Deportiva Universitaria |
| Defensa        | Beder Caicedo           | Independiente del Valle      |
| Centrocampista | Damián Díaz             | Barcelona                    |
| Centrocampista | Moisés Caicedo          | Independiente del Valle      |
| Centrocampista | Sebastián Rodríguez     | Emelec                       |
| Centrocampista | Víctor Figueroa         | Aucas                        |
| Delantero      | Gonzalo Mastriani       | Guayaquil City               |
| Delantero      | Cristian Martínez Borja | Liga Deportiva Universitaria |

### Récords
- Primer gol de la temporada: Fecha 1, Lorenzo Faravelli en el Independiente del Valle vs. Mushuc Runa (14 de febrero de 2020)
- Gol número 100 de la temporada: Fecha 5, Johao Chávez en el Deportivo Cuenca vs. Guayaquil City (14 de agosto de 2020)
- Gol número 500 de la temporada: Fecha 22, Edson Montaño en el Independiente del Valle vs. Liga de Portoviejo (14 de noviembre de 2020)
- Último gol de la temporada: Final , Jonathan Álvez  en el Barcelona vs. Liga de Quito (23 de diciembre de 2020)
- Gol más tempranero: 33 segundos, Cristian Martínez Borja, en el Liga de Quito vs. Olmedo (16 de agosto de 2020)
- Gol más tardío: 96 minutos y 58 segundos, Diego Dorregaray en el Deportivo Cuenca vs. Emelec (16 de diciembre de 2020)
- Mayor número de goles marcados en un partido: 8 goles, Independiente del Valle vs. Macará (18 de agosto de 2020)
- Mejor ataque: Independiente del Valle (62 goles)
- Peor ataque: El Nacional (26 goles)
- Mejor defensa: Barcelona (20 goles en contra)
- Peor defensa: Liga de Portoviejo (59 goles en contra)
- Mayor victoria local: Liga de Quito 5 - 0 Deportivo Cuenca (fecha 16)
- Mayor victoria visitante: Liga de Portoviejo 0 - 6 Emelec (fecha 21)

### Rachas
- Mayor racha ganadora: Liga de Quito (fecha 3-6) y Universidad Católica (fecha 8-12) con 4 partidos
- Mayor racha invicta: Independiente del Valle con 13 partidos (fecha 4-16)
- Mayor racha marcando: Aucas con 21 partidos (fecha 5-25)
- Mayor racha empatando: Guayaquil City (fecha 4-6), Orense (fecha 6-8), Deportivo Cuenca (fecha 7-10) y Emelec (fecha 11-13) con 3 partidos
- Mayor racha imbatido: Barcelona con 4 partidos (fecha 15-18)
- Mayor racha perdiendo: Deportivo Cuenca con 6 partidos (fecha 11-16)
- Mayor racha sin ganar: Deportivo Cuenca con 14 partidos (fecha 3-16)
- Mayor racha sin marcar: Deportivo Cuenca con 4 partidos (fecha 13-16)

### Disciplina
- Equipo con más tarjetas amarillas: Macará con 22 tarjetas amarillas
- Equipo con menos tarjetas amarillas: Independiente del Valle y Orense con 10 tarjetas amarillas
- Jugador con más tarjetas amarillas: Aníbal Leguizamón (Emelec) con 10 tarjetas amarillas
- Equipo con más tarjetas rojas: Mushuc Runa con 10 tarjetas rojas
- Jugador con más tarjetas rojas: Luis Cangá (Delfín), Luis Romero Véliz (Mushuc Runa) y Oscar Sainz (Olmedo) con 3 tarjetas rojas
- Equipo con más faltas recibidas: Barcelona con 130 faltas recibidas
- Equipo con más faltas cometidas: Barcelona con 120 faltas cometidas
- Equipo con más fueras de juego: Liga de Quito con 20 fueras de juego